# Kanzerogenitätsindex
Der Kanzerogenitätsindex (KI) wird als Beurteilungskriterium für die Kanzerogenität von Mineralfasern verwendet. Er ist die Differenz zwischen der Summe der Massengehalte (in Prozent) der Oxide von Natrium, Kalium, Bor, Calcium, Magnesium, Barium und dem doppelten Massegehalt (in Prozent) von Aluminiumoxid. Der KI soll einen Anhalt geben für die Löslichkeit von Stoffen, speziell von Fasern, in Lebewesen, etwa im Menschen.
Die Löslichkeit in Lebewesen wird Biolöslichkeit genannt. Eine geringe Biolöslichkeit, d. h. eine hohe Biobeständigkeit, ist ein Faktor der die Kanzerogenität von Fasern (bestimmter Form und Größe) erhöht. Als kritisch gelten Fasern dann, wenn sie folgende Abmessungen aufweisen: Länge > 5 μm, Durchmesser < 3 μm und Länge:Durchmesser > 3:1. Zur Beurteilung der Biobeständigkeit verwendet man die Halbwertszeit. Eine lange Halbwertszeit, bedeutet eine hohe Biobeständigkeit, also eine geringe Biolöslichkeit. Ein hoher KI-Wert weist auf eine hohe Biolöslichkeit und eine kurze Halbwertzeit und lässt eine geringe Kanzerogenität erwarten. Ein hoher KI-Wert liegt vor, wenn die Fasern zu einem relativ großen Anteil aus Oxiden von Natrium, Kalium, Bor, Calcium, Magnesium, Barium und einem relativ niedrigen Anteil aus Aluminiumoxid bestehen. Glasige Fasern mit einem KI von 30 und darunter werden als kanzerogen, Kategorie 1B, Fasern mit einem KI zwischen 30 und 40 als kanzerogen, Kategorie 2 eingestuft. Für Fasern mit einem KI 40 oder größer erfolgt keine Einstufung als krebserzeugend.
Bereits bei der Entwicklung des KI-Wertes – etwa 1993 – kamen bereits Zweifel auf, ob diese Vorgehensweise wirklich für eine Einstufung geeignet ist, da Fasern mit hohen Aluminiumoxidgehalten mit dem KI-Wert fälschlicherweise als karzinogen eingestuft würden. Im Jahr 2017 hat die Gütegemeinschaft Mineralwolle beschlossen, den KI-Wert nicht mehr zur Freizeichnung der Fasern zuzulassen.